# Target - Scuola omicidi
Target – Scuola omicidi (Target) è un film del 1985 diretto da Arthur Penn, con Gene Hackman e Matt Dillon.

## Trama
Parigi: Donna Lloyd, moglie di Walter Lloyd, alias Duncan Potter, un ex-agente della CIA, viene rapita durante una vacanza. Con l'aiuto del figlio Chris, che fino a quel momento ignorava il passato del padre, Walter inizia una ricerca che lo porta, oltre che nella capitale francese, anche ad Amburgo e in una Berlino ancora divisa tra est ed ovest. Dopo numerosi incontri, tra  cui quello con l'enigmatica Carla, e depistaggi e soprattutto dopo essere sfuggiti a numerosi attentati alla loro vita, ritrovano la donna prigioniera in un magazzino, collegata ad un dispositivo che potrebbe farla saltare in aria da un momento all'altro.